# Enric de Fuentes i Lloselles
Enric de Fuentes i Lloselles (Barcelona, 31 de gener de 1864 - Novembre de 1935) fou un escriptor barceloní.
Fill de Francisco de Fuentes de Mesa natural de Castro del Río i d'Antònia Llosellas i Horta natural de Barcelona. La seva producció literària, de caràcter costumista, tracta generalment sobre aspectes diversos de la vida barcelonina. Assistí a les tertúlies dels Quatre Gats on feu lectures de les seves obres. Col·laborà a la Ilustració Catalana i, a partir del 1900, publicà contes a La Veu de Catalunya. Ramon Casas li va dedicar un retrat, avui conservat al MNAC. Estava casat amb Joana de Carratalà i Meràs.

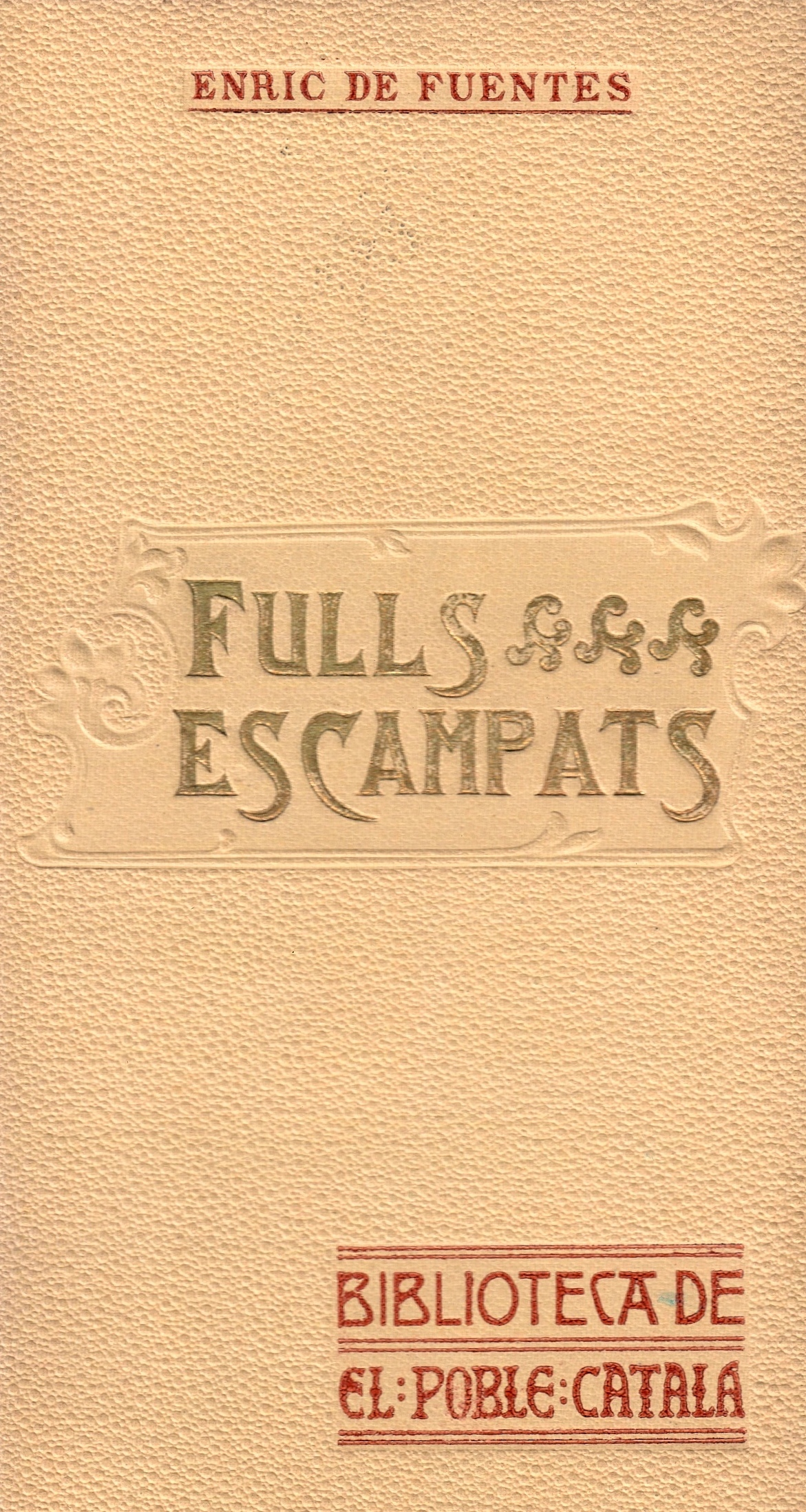
Fulls Escampats d'Enric de Fuentes publicat l'any 1908 per la Biblioteca d'El Poble Català